# Uwe Dähn
Uwe Dähn (* 5. August 1950 in Greifswald) ist ein deutscher Fotograf und ehemaliger Politiker (Neues Forum, Bündnis 90/Die Grünen). Er war von 1995 bis 1999 Mitglied des Berliner Abgeordnetenhauses.

## Biografie
Uwe Dähn wuchs in Ost-Berlin auf. Er absolvierte nach der Polytechnischen Oberschule eine Berufsausbildung mit Abitur zum Facharbeiter für Filmherstellung. Von 1969 bis 1976 studierte er an den Universitäten in Leipzig und Berlin Politische Ökonomie mit Diplom. Er war dann bis 1978 am Zentralinstitut für Wirtschaftswissenschaften der Akademie der Wissenschaften der DDR tätig. Seine Stelle verlor er, nachdem Aktivitäten u. a. zur Einfuhr in der DDR verbotener Bücher aufgedeckt wurden. Danach war er zunächst in verschiedenen einfachen Berufen tätig. Von 1982 bis 1984 war er Dramaturg am Theater Schwedt.
Er engagierte sich dann in der Friedensbewegung der DDR. Nach der Wende und friedlichen Revolution in der DDR gehörte er für das Neue Forum dem Runden Tisch an. Dähn amtierte dann von 1990 bis 1992 als Bezirksstadtrat für Kultur im Bezirk Mitte. In den Jahren 1993 und 1994 war er Bundesgeschäftsführer der Partei Bündnis 90/Die Grünen. Er wurde bei der Wahl zum Abgeordnetenhaus von Berlin 1995 ins Parlament gewählt, dem er bis 1999 angehörte. In den Jahren 2000 und 2001 leitete er das Berliner Theaterhaus Mitte. Seit 2002 ist er als Rikschafahrer unterwegs.